# 1965
Évszázadok: 19. század – 20. század – 21. század
Évtizedek: 1910-es évek – 1920-as évek – 1930-as évek – 1940-es évek – 1950-es évek – 1960-as évek – 1970-es évek – 1980-as évek – 1990-es évek – 2000-es évek – 2010-es évek
Évek: 1960 – 1961 – 1962 – 1963 –  1964 – 1965 – 1966 – 1967 – 1968 – 1969 – 1970

## Események

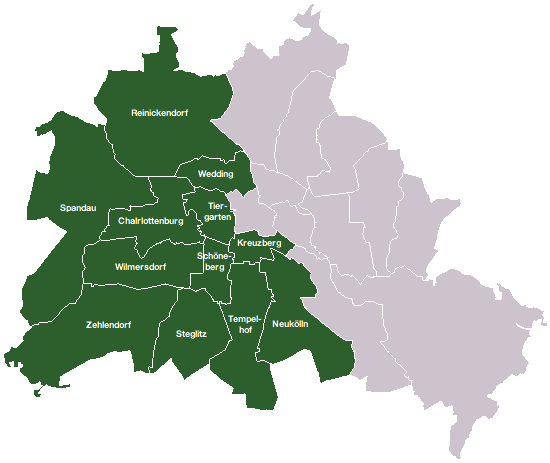
Nyugat-Berlin

- február 6. – A Vietkong a dél-vietnami Pleikunál megtámadja az amerikai szárazföldi hadsereg egyik támaszpontját és megöl hat amerikai katonát. (A támadást követően Johnson elnök engedélyt ad a „Flaming arrow” (lángoló nyíl) hadműveletre, az Észak-Vietnam ellen indítandó megtorló bombázásokra.)[1]
- február 18. – Az Egyesült Államok meghirdeti a MAD-doktrínát.[forrás?]
- március 2. – Az Egyesült Államok megindítja a „Rolling Thunder” (hömpölygő mennydörgés) hadműveletet, Észak-Vietnam szőnyegbombázását, válaszul a Vietkong Quy Nhon-i támadására, melyben 30 amerikait öltek meg.[1]
- március 22. – A RMP Központi Bizottsága Nicolae Ceaușescut választja meg a 22-én elhunyt Gheorghe Gheorghiu-Dej első titkár utódjának.[2]
- március 25. – A Bundestag meghosszabbítja a nemzetiszocialista bűnök elévülési határidejét.[3]
- április 1. – Átadják Magyarország első autópálya-szakaszát, az M1-M7 közös fővárosi bevezető szakaszát.[4]
- április 7. – A szovjet és keletnémet hatóságok lezárják a Berlinbe vezető utakat egyhetes időtartamra, amikor a Német Szövetségi Köztársaság parlamentje plenáris ülést tart Nyugat-Berlinben a Kongresszusi Teremben.[5]
- április 8. – meghiúsítják Bulgáriában a Todor Zsivkovval szembeni maoista puccskísérletet.
- április 23. – Budapesten a Blaha Lujza téren a Nemzeti Színház második ideiglenes (1908 előtt a Népszínház) épületének bontási folyamatában az utolsó falszakasz robbantása.
- május 8. – Dél-Vietnámban partra száll 3500 tengerészgyalogos, az első amerikai harcoló alakulatok Vietnámban.
- május 12. – NSZK diplomáciai kapcsolatot létesít Izraellel.
- június 3. – Az első amerikai űrséta – Edward White, a kétszemélyes Gemini–4 körül lebeg a rakétapisztolyával.
- június 30. – Hivatalba lép a Kállai-kormány.[6]
- július 19–24. – A RMP IX. kongresszusán a párt nevét Román Kommunista Pártra változtatják.[2]
- július 24–26. – 30 törvény elfogadásával radikális gazdasági–társadalmi reformot vezetnek be Jugoszláviában. (Átszervezik a fejletlen területek támogatási rendszerét: e célra elkülönítik a nemzeti jövedelem 1,97%-át az ún. Föderációs Alapba, ez azonban még a déli területek népességrobbanását sem képes ellensúlyozni, így a különbségek tovább nőnek.)[7]
- július 26. – A Maldív-szigetek elnyerik a teljes függetlenséget.
- augusztus 9. – Szingapúr független állammá alakul, miután kiválik a Maláj Államszövetségből
- augusztus 19. – Ítéletet hirdetnek az auschwitzi koncentrációs tábor őrszemélyzetének perében.[3]
- augusztus 21. – Az új román alkotmány elfogadása, amely a Román Népköztársaság elnevezést Román Szocialista Köztársaságra változtatja.[2]
- szeptember 9. – Egy sajtókonferencián Charles de Gaulle francia elnök bejelenti, hogy 1969-től megszűnik országa részvétele a NATO integrált katonai szervezetében.[5]
- október 1. – A Németországi Evangélikus Egyház Tanácsa Az elüldözöttek helyzete és a német nép viszonya keleti szonszédaihoz című memorandumában a német keleti politika felülvizsgálatát kéri.[3]
- október 15–17. – Szovjet párt- és állami küldöttség látogatása Csehszlovákiában L. I. Brezsnyevvel az élen.[8]
- október 16. – A New York-i világkiállításon elássák a második Westinghouse időkapszulát, melynek tervezett kinyitási ideje 6939.
- október 20.
  - Németországban ismét Ludwig Erhard lesz a szövetségi kancellár.[9]
  - Az Észak-atlanti Tanács jóváhagyja a NATO–főparancsnokságok és a Kanadai–Amerikai  Regionális Tervezőcsoport módosított feladatkörét.[5]
- november 11. – Rhodesia kikiáltja a függetlenségét, az ország új neve Zimbabwe.
- november 27. – 35 ezren tüntetnek Washingtonban a vietnámi háború ellen.
- november 28. – Tiszaszederkényen felavatják a Tiszai Vegyikombinátot.[10]
- december 8. – VI. Pál pápa bezárja a II. vatikáni zsinatot.[11]
- december 10. – az első szárazföldi argentin Déli-sark-expedíció, az Operación 90 eléri a Déli-sarkot.
- december 14–16. – Az Észak-atlanti Tanács miniszteri szintű párizsi ülése.[5]
- december 31. – A Közép-afrikai Köztársaság elnökének, David Dacko hatalmát megdönti Jean-Bédel Bokassa ezredes.[12]

### Határozatlan dátumú események
- március–július – Nagy dunai árvíz. Júniusban a Csallóközben áttört a gát, számos magyarlakta falu víz alá került. (A csehszlovák kormány június 23-án tárgyal az árvíz sújtotta területeknek nyújtandó segítségről.)[13]
- május – Az arab államok (Líbia, Marokkó és Tunézia kivételével) megszakítják a diplomáciai kapcsolatokat a Német Szövetségi KÖztársasággal, miután az felvette a kapcsolatokat Izraellel.[14]
- július – Elkezdik építeni Budapest első házgyári elemekből épített panelházát (Szakasits Árpád út 15-25.).

## Az év témái

### 1965 az irodalomban
- Kodolányi János: Süllyedő világ c. önéletrajzi könyve, „átdolgozott” szöveggel újra megjelenik
- Megjelenik Bohumil Hrabal Ostře sledované vlaky (Szigorúan ellenőrzött vonatok) című kisregénye.[15]
- Bemutatják Václav Havel Vyrozumění (Leirat) című színművét.[16]
- A Chilton Books megjelenteti Frank Herbert – az 1963-ra elkészült, de mindeddig kiadatlan – A Dűne című tudományos-fantasztikus regényét.[17]

### 1965 a sportban
- Jim Clark nyeri a Formula–1 világbajnokságot a Lotus csapattal, ez a második bajnoki címe.
- A Budapesti Vasas SC nyeri az NB1-et. Ez a klub negyedik bajnoki címe.

### 1965 a tudományban
- március 18. – Alekszej Leonov végrehajtja az első űrsétát a Voszhod–2 űrhajó fedélzetéről.
- április 6. – Az USA fellövi a világ első „Early Bird” elnevezésű távközlési műholdat; a világ első globális telefon, tévé és távíró-távközlési rendszereként történt kipróbálása eredményes volt.[5]
- április 23. – A Szovjetunió fellövi távközlési műholdját.[5]
- szeptember 18. – Két japán amatőrcsillagász, Ikeja Kaoru és Szeki Cutomu felfedezi a Napot súroló üstökösök csoportjának egyik tagját, a róluk elnevezett Ikeja–Szeki-üstököst. (Október 21-én 470 000 km-re, vagyis a Nap sugaránál kisebb távolságra közelítette meg a Nap felszínét.)[18]
- november 26. – Franciaország a világon harmadik országként kilövi első műholdját, a Diamant–A-t.
- Theodor H. Nelson megalkotja a „hypertext” (hiperszöveg) szót, amely azóta is nagyban meghatározza az informatikát.

### 1965 a zenében
- június 12.: II. Erzsébet brit királynő kitünteti a The Beatlest
- Cambridge-ben megalakul a Pink Floyd
- Kovács Kati lett Magyarországon az év hangja.
- Slash, a Guns N’ Roses szólógitárosa megszületik.

#### Fontosabb külföldi albumok
- The Beatles: Help!, Rubber Soul
- The Beach Boys: The Beach Boys Today!, Summer Days (And Summer Nights!!) / Beach Boys’ Party!
- The Rolling Stones: The Rolling Stones No. 2, Out of Our Heads, The Rolling Stones, Now! December's Children (And Everybody's)
- Bob Dylan: Bringing It All Back Home, Highway 61 Revisited
- The Who: My Generation
- Frank Sinatra: September of My Years / Sentimental Journey / My Kind of Broadway / A Man and His Music
- Elvis Presley: Elvis for Everyone!
- The Animals: The Animals on Tour / Animal Tracks / Animal Tracks
- Cher: All I Really Want to Do
- The Byrds: Mr. Tambourine Man, Turn! Turn! Turn!
- Sonny & Cher: Look at Us
- Bee Gees: The Bee Gees Sing and Play 14 Barry Gibb Songs

## Születések

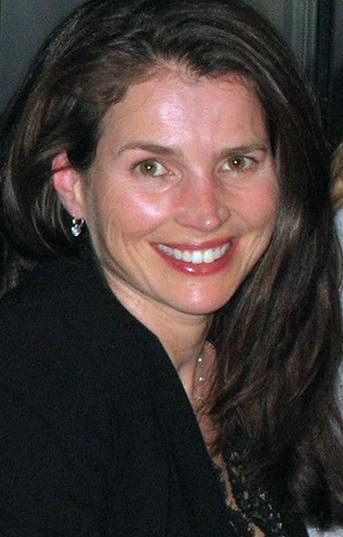
Julia Ormond

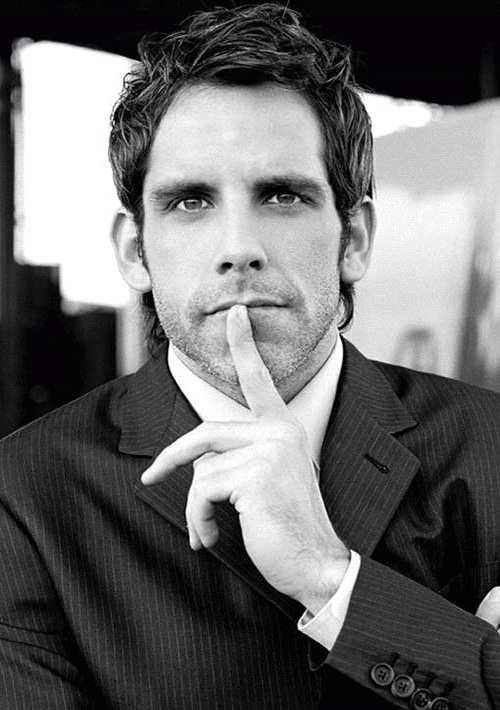
Ben Stiller

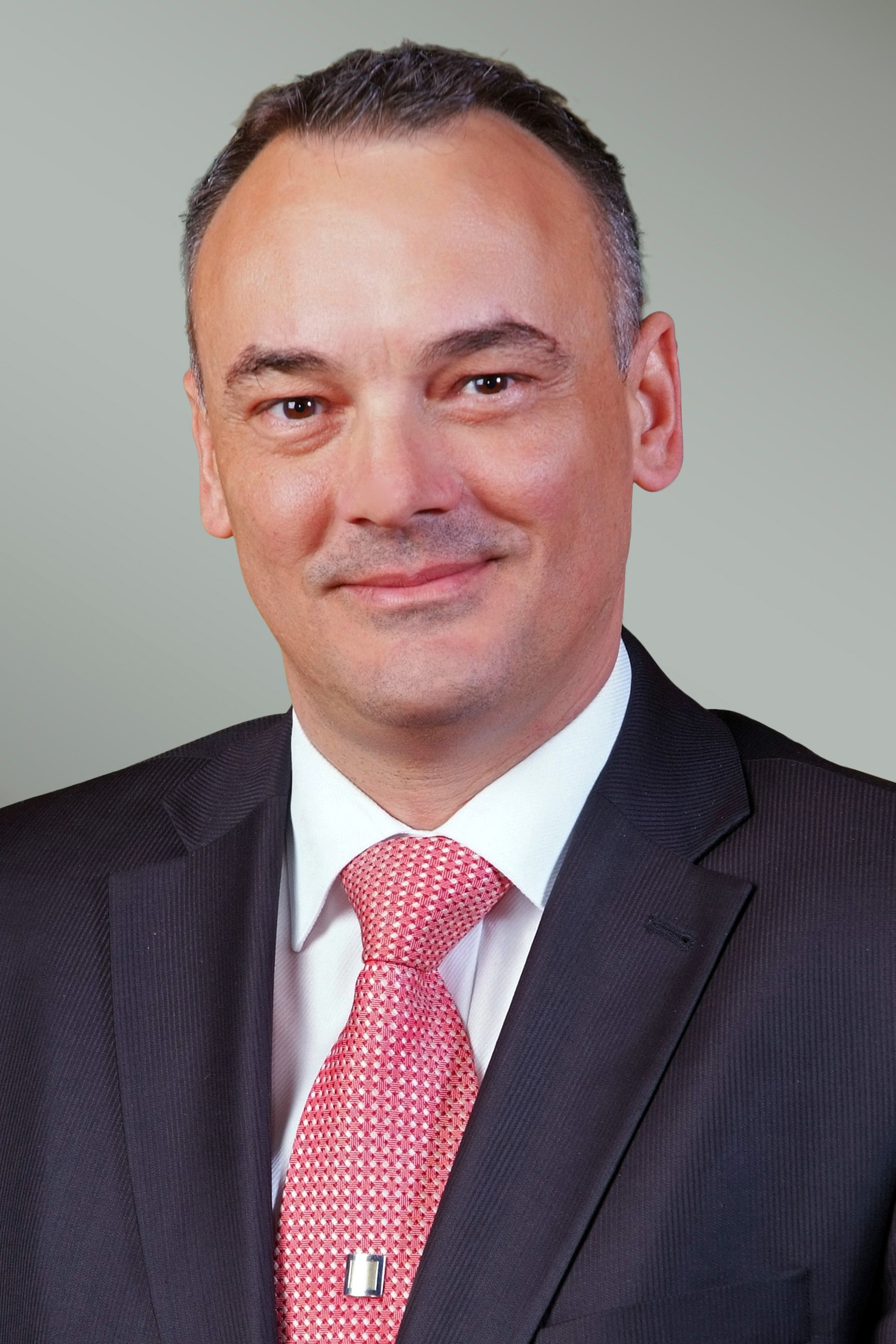
Borkai Zsolt

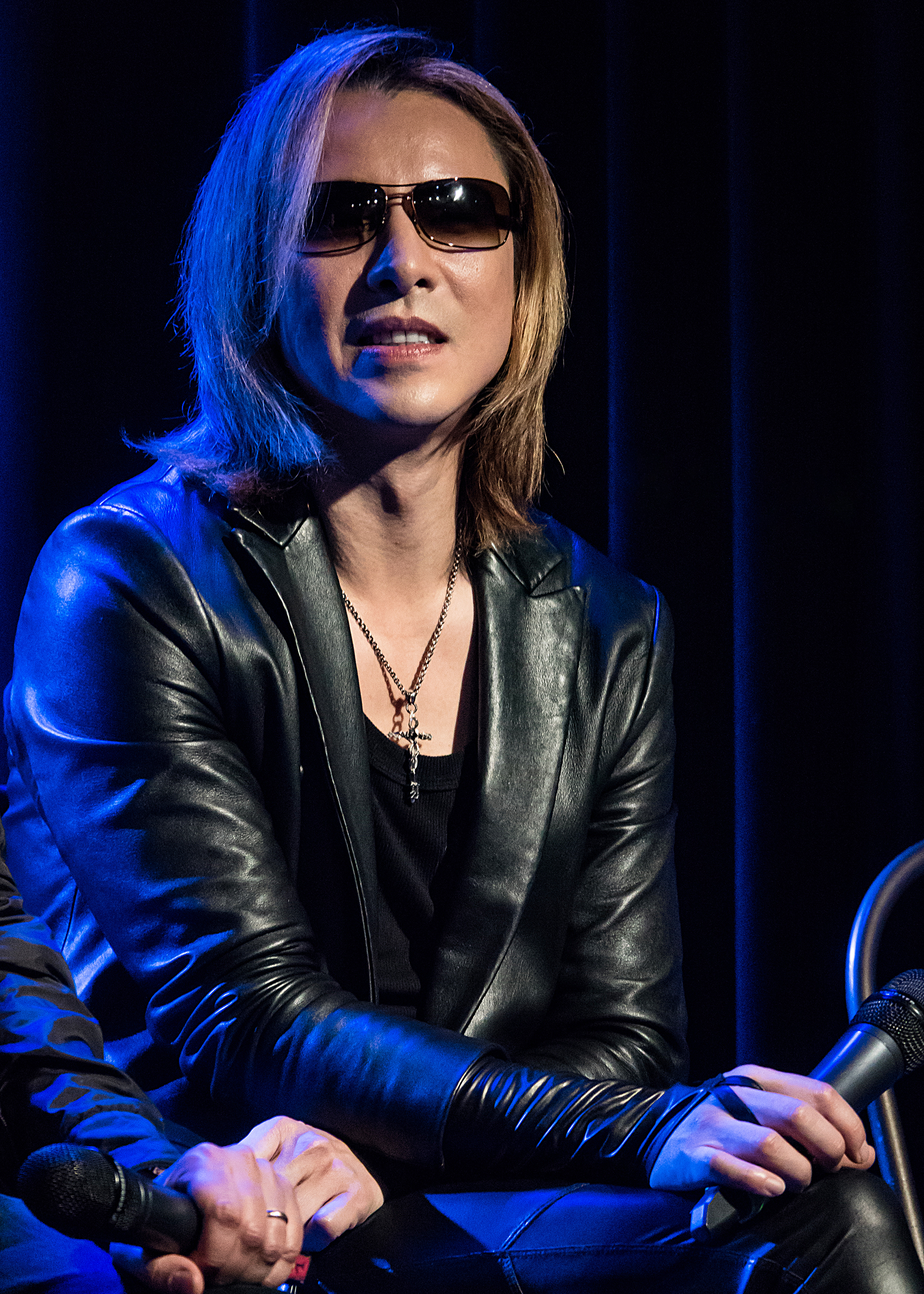
Yoshiki

- január 4. – Julia Ormond, brit színésznő
- január 9. – Erdélyi Zoltán hegedűművész
- január 9. – Joely Richardson, brit színésznő
- január 16. - Csonka András színművész
- január 21. – Robert Del Naja („3D”) brit popzenész, a Massive Attack frontembere
- január 26. – Varga Mihály,  magyar közgazdász, politikus, miniszter
- január 27. – Alan Cumming, skót színész
- január 31. – Igaly Diána, olimpiai bajnok magyar sportlövő († 2021)
- február 3. – Maura Tierney, amerikai színésznő
- február 7. – Chris Rock, amerikai színész
- február 18. – Dr. Dre, Grammy-díjas amerikai hiphop producer, rapper, színész
- március 16. – Mark Carney, kanadai politikus, az ország 24. miniszterelnöke
- március 23. – Richard Grieco, amerikai színész
- március 24. – The Undertaker, amerikai pankrátor
- március 25. – Sarah Jessica Parker, amerikai színésznő
- március 29. – Horváth Barnabás magyar zeneszerző
- március 31. – William McNamara, amerikai színész
- április 4. – Robert Downey Jr., amerikai színész
- április 16. – Martin Lawrence, amerikai színész, producer
- április 20. – Szily Nóra, magyar műsorvezető, újságíró
- április 27. – Kocsis Mariann, magyar színésznő, szinkronszínésznő
- április 30. – Adrian Pasdar, amerikai színész
- május 3. – Cipő, magyar zenész, énekes, a Republic énekese († 2013)
- május 7. – Sárközi Anita, magyar énekesnő
- május 31. – Brooke Shields, amerikai színésznő
- június 5. – Fedra Lopez, venezuelai színésznő
- június 8. – Rob Pilatus, amerikai énekes, imposztor († 1998)
- június 10. – Elizabeth Hurley, angol színésznő
- június 11. – Antal József vegyészmérnök, biokémikus, sci-fi-író, költő, karikaturista
- július 23. – Saul Hudson („Slash”) rockzenész, a Guns N’ Roses gitárosa
- július 31. – Joanne Kathleen Rowling angol írónő
- augusztus 4. – Fredrik Reinfeldt svéd politikus, miniszterelnök
- augusztus 14. – Janik László színész, rendező
- augusztus 17. – David McCormick amerikai politikus, katona és üzletember
- augusztus 28. – Shania Twain, kanadai énekesnő és dalszerző
- augusztus 31. – Borkai Zsolt, olimpiai bajnok tornász, fideszes politikus, Győr polgármestere
- szeptember 1. – Simon Tibor labdarúgó († 2002)
- szeptember 3. – Charlie Sheen, amerikai színész
- szeptember 11. – Moby, amerikai zenész
- szeptember 17. – Bryan Singer amerikai filmrendező, producer
- szeptember 29. – Harangozó Imre magyar néprajzkutató
- október 3. – Tom Bresnahan, amerikai színész
- október 10. – Toshi japán zenész, az X Japan együttes énekese
- október 11. – Sean Patrick Flanery, amerikai színész és producer (Az ifjú Indiana Jones kalandjai főszereplője)
- november 4. – Pata japán zenész, az X Japan együttes gitárosa
- november 17. – Pamela Bondi amerikai jogász, lobbista, az Egyesült Államok 87. legfőbb ügyésze
- november 20. – Yoshiki japán zenész, zeneszerző, az X Japan együttes alapítója
- november 21. – Björk izlandi énekesnő, színésznő
- november 22. – Mads Mikkelsen dán színész
- november 30. – Ben Stiller,  amerikai filmszínész, forgatókönyvíró, filmrendező és producer
- november 30. – Kecskeméti Gábor magyar irodalomtörténész
- december 8. – David Harewood, angol színész
- december 12. – Janicsek András alezredes, pilóta († 2008)

## Halálozások
- január 4. – T. S. Eliot amerikai születésű angol költő (* 1888)
- január 18. – Révész László magyar járásbíró, ügyvéd, kisgazda politikus, országgyűlési képviselő (* 1889)
- január 19. – Arnold Luhaäär észt súlyemelő (* 1905)
- január 24. – Winston Churchill brit politikus, miniszterelnök, Nobel-díjas író (* 1874)
- február 2. – Kiss Lajos néprajzkutató (* 1881)
- február 10. – Váczy József magyar kisgazda politikus, országgyűlési képviselő (* 1896)
- február 12. – Halmai János magyar katonatiszt, számvevőségi főtiszt, országgyűlési képviselő (* 1897)
- február 15. – Nat King Cole amerikai jazz-zenész, énekes (* 1919)
- február 20. – Szabó Zoltán magyar teológus, országgyűlési képviselő (* 1902)
- március 15. – Kniezsa István nyelvtörténész, szlavista, a magyar névtani kutatások megújítója, az MTA tagja (* 1898)
- március 19.  –
  - Gheorghe Gheorghiu-Dej, a Román Munkáspárt első titkára, az Államtanács elnöke[2]
  - Kuncz Ödön jogtudós, közgazdász, az MTA tagja (* 1884)
- április 5. – Csokonai Vitéz Gizella költő (* 1894)
- április 5. – Szalay Sándor Európa-bajnok műkorcsolyázó (* 1893)
- április 12. – Carolina Otero, spanyol származású franciaországi táncosnő, színésznő és kurtizán
- április 19. – Thuránszky Pál magyar katonatiszt, főispán, országgyűlési képviselő (* 1893)
- április 30. – Lyka Károly Kossuth-díjas művészettörténész (* 1869)
- május 3. – Keserű Alajos olimpiai bajnok vízilabdázó (* 1905)
- május 3. – Szakasits Árpád politikus, köztársasági elnök (* 1888)
- június 4. – Lengyel Géza botanikus, agrobotanikus, az MTA tagja (* 1884)

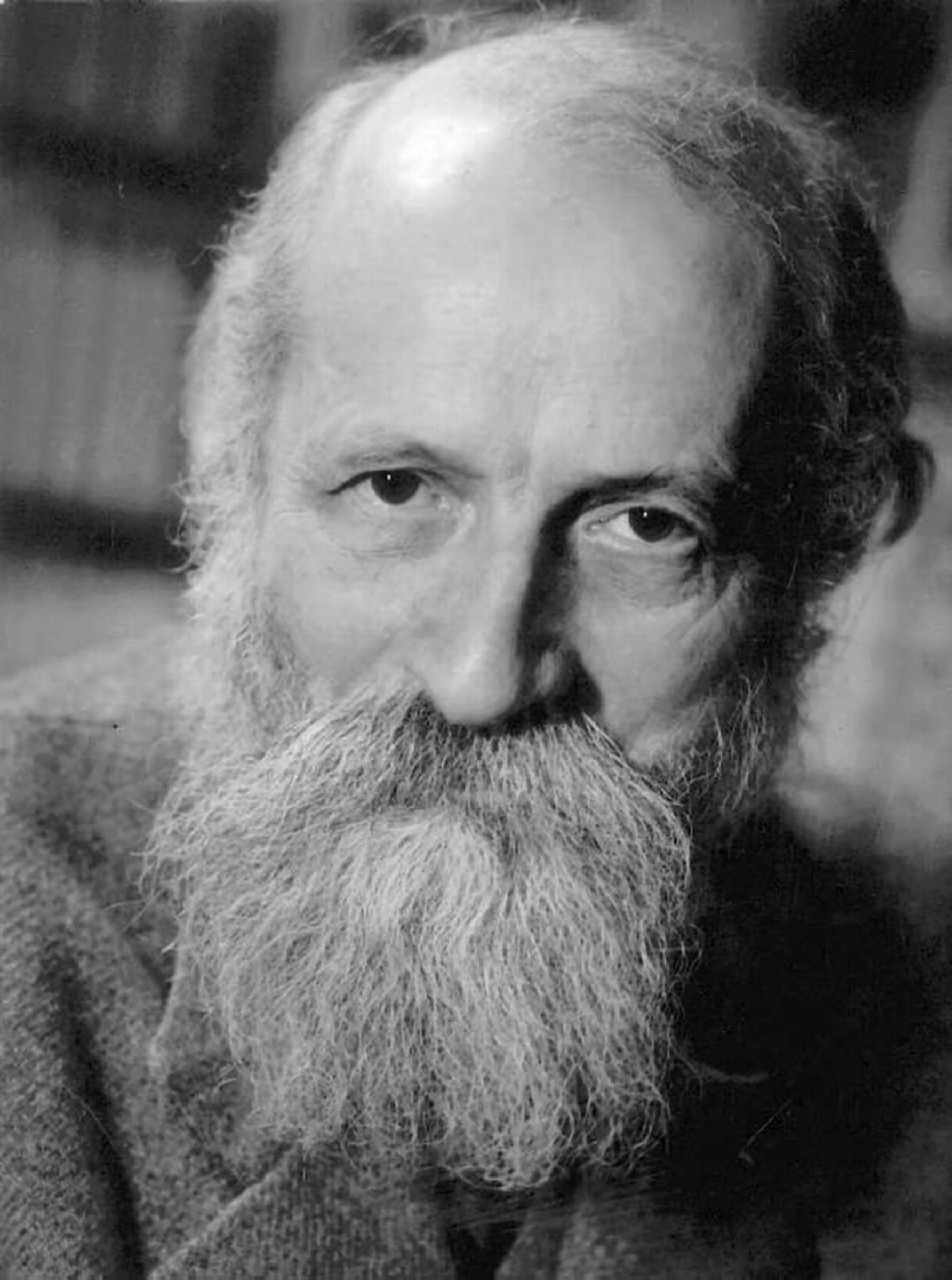
Martin Buber

- június 13. – Martin Buber osztrák-izraeli vallásfilozófus, a dialógusfilozófia és az ún. vallásos egzisztencializmus kiemelkedő képviselője (* 1878)
- június 15. – Salamon Béla magyar színész, komikus, kabaréigazgató (* 1885)
- június 22. – David O. Selznick amerikai producer (* 1902)
- július 19. – Li Szin Man, dél-koreai politikus, hazája első elnöke (* 1875)
- szeptember 4. – Albert Schweitzer orvos, lelkész, Nobel-békedíjas (* 1875)
- szeptember 28. – Rónai Sándor, politikus, a Magyar Népköztársaság Elnöki Tanácsa elnöke, az Országgyűlés elnöke (* 1892)
- október 10. – Badalik Sándor Bertalan veszprémi püspök (* 1890)
- október 22. – Paul Tillich teológus, lelkész (* 1886)
- október 25. – Ascher Oszkár magyar színész, előadóművész, színészpedagógus, színházigazgató (* 1897)
- november 13. – Zadravecz István ferences szerzetes, tábori püspök.(* 1884)
- december 5. – Joseph Erlanger amerikai fiziológus (* 1874)
- december 12. – Radó Tibor matematikus (* 1895)
- december 28. – Justus Pál, magyar társadalomtudományi író, költő, műfordító (* 1905).

## Nobel-díjasok
- A Nobel-díjat a svéd Alfred Nobel alapította, 1901 óta adják át, melyet a Svéd Királyi Tudományos Akadémia ítél oda a tudomány, az irodalom és humanitárius területen kimagasló eredményt elért magánszemélyeknek, illetve intézményeknek.

| Fizikai            | Richard Feynman, Sin-Itiro Tomonaga, Julian Schwinger |
| Kémiai             | Robert Burns Woodward                                 |
| Orvosi-fiziológiai | François Jacob, André Michel Lwoff, Jacques Monod     |
| Irodalmi           | Mihail Alekszandrovics Solohov                        |
| Béke               | UNICEF                                                |